# Fale submilimetrowe
Fale submilimetrowe – zakres fal elektromagnetycznych zaliczany do dalekiej podczerwieni o częstotliwości od 300 GHz do 3 THz, czyli o długości fali w przedziale 1 mm - 100 μm. Promieniowanie zaliczane także do fal radiowych i określane jako fale terahercowe (THF).

## W badaniach naukowych
W zakresie tych fal prowadzone są obserwacje radioastronomiczne za pomocą teleskopów:
- James Clerk Maxwell Telescope,
- Caltech Submillimeter Observatory,
- Submillimeter Array w obserwatorium na Mauna Kea na Hawajach,
- BLAST – teleskop wynoszony przez balon,
- Kosmiczne Obserwatorium Herschela,
- Heinrich Hertz Submillimeter Telescope w Mount Graham International Observatory w Arizonie,
- Atacama Large Millimeter Array.